# Mangas Coloradas
Mangas Coloradas (c. 1790 Santa Lucía Nuevo México,Virreinato de la Nueva España- 18 de enero de 1863), Red Sleeves (en inglés) y Dashoda-hae (el nombre original) fue un jefe apache de la banda de los chihenne o mimbreño (en español: los que se pintan de rojo)

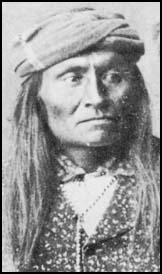
Mangas Coloradas

Buscó siempre una confederación entre los distintos pueblos apaches, llegando a alianzas con otras tribus. Casó a sus hijas con otros líderes tribales para consolidar relaciones de amistad por lo emparentó con Cochise, jefe de los chiricacuas chokonen de esta manera,  y su alianza fue la más duradera.

## Historia
Mangas Coloradas se cree que era hijo de padre apache y madre hispana. Sus hermanos fueron Chaha, José Mangas, Pitfhan y Phalios (Félix) Palacio. Su pueblo habitaba en la zona de las montañas Mimbres y a lo largo del río Mimbres, en un territorio que entonces formaba parte de Nueva España y, a partir de 1821, de México. Llegó a ser un hombre alto y corpulento y su apodo podría provenir por haber vestido una llamativa camisa de franela roja. John Carey Cremony, miembro de la Comisión Fronteriza designada para trazar la línea divisoria entre los Estados Unidos y México, lo conoció en Santa Rita del Cobre en 1851 y lo describe en su obra Life Among the Apaches:

...Media 1.82 metros, su cabeza era enormemente grande, con una amplia frente, una gran nariz aguileña, una boca grande y amplia, y un mentón prominente. Sus ojos eran más bien pequeños pero extremadamente brillantes que parpadeaban ante cualquier emoción; aunque su porte exterior era tan imperturbable como el latón. Este es el hombre que conocimos en Santa Rita del Cobre. Sus más inmediatos consejeros y correligionarios fueron Delgadito, Ponce, Cuchillo Negro, Coleto Amarillo, El Chico y Pedro Azul. Estos nombres les fueron puestos por los mexicanos y sus nombres apaches nunca los aprendí

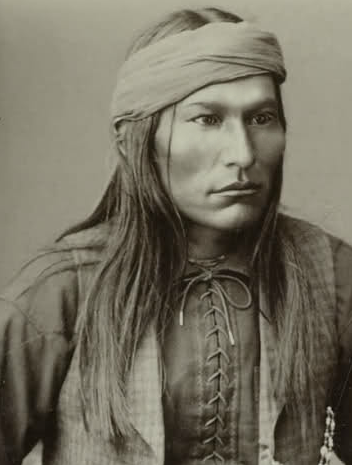
Naiche, Jefe Chiricahua

Documentos históricos que citan a Mangas Coloradas son de 1842. Se cree que esto podría ser porque antes fuera conocido con otro sobrenombre. Entre 1815 y 1830, los textos hablan de un líder chihenne llamado Fuerte, y a partir de 1840 ya no es citado más, por lo que este y Mangas bien pudieran ser la misma persona.
Cuando el gobierno mexicano dejó de proveer alimentos a los indios autóctonos de la zona, estos comenzaron a cometer asaltos y robos en pueblos y ranchos. Las relaciones entre mexicanos y apaches se tensaron, y el estado de Chihuahua declaró la guerra a los apaches el 16 de octubre de 1831.
En 1837, llegó a Santa Rita del Cobre, entonces población mexicana, un aventurero sin escrúpulos llamado John Johnson. Había venido atraído por la recompensa que el estado de Chihuahua ofrecía por cada cabellera apache. Johnson, a la cabeza de una cuadrilla de gente de su misma estofa, atrajo a un grupo de nativos con el pretexto de comerciar. Cuando más confiados estaban estos, los hombres de Johnson abrieron fuego. Entre la veintena de apaches muertos, niños y mujeres entre ellos, se encontraba Juan José Compá, un importante jefe y pariente de Mangas Coloradas. Se cree que este también estuvo allí y logró huir, siendo uno de los pocos supervivientes de la matanza.

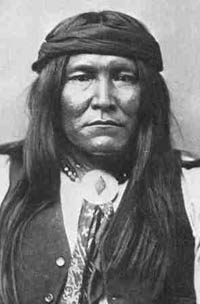
Apache Chiricahua

A partir de estos lamentables hechos, los chiricacuas emprendieron una campaña de venganza, cometiendo numerosos robos de ganado y muertes en haciendas mexicanas y bandas de tramperos estadounidenses. Muchos de estos asaltos fueron liderados por Mangas Coloradas, cuyo odio hacia los mexicanos se había incrementado.
Entre 1846 y 1848, tiene lugar la guerra entre Estados Unidos y México, cuyo final se escenifica con la firma del Tratado de Guadalupe Hidalgo. Por este tratado, México perdió gran parte de su territorio (más de la mitad) y, de esta manera, las tierras que eran el hogar de los apaches quedaron divididas administrativamente entre ambos contendientes.
En 1851, con la intención de que marcharan de sus tierras, Mangas Coloradas se aproximó a un campamento minero en Pinos Altos (Nuevo México), cerca de Santa Rita, para convencer a los prospectores de que las vetas que había al otro lado de la frontera, en México, eran más ricas. Incluso se ofreció para guiarlos hasta ellas, pero los mineros desconfiaron de él, temiendo una emboscada. En su siguiente visita, lo engañaron con promesas de amistad y lo capturaron para posteriormente atarlo a un árbol y azotarlo, dejándolo medio muerto.
Su particular venganza llegaría diez años después. En 1861, su yerno Cochise, quien había sufrido en febrero el incidente Bascom, se alió con Mangas Coloradas en su lucha contra los intrusos. Ambos jefes y sus guerreros pusieron cerco al campamento de Pinos Altos. Durante meses hostigaron a todos los mineros y soldados que encontraron, causando más de un centenar de muertes.

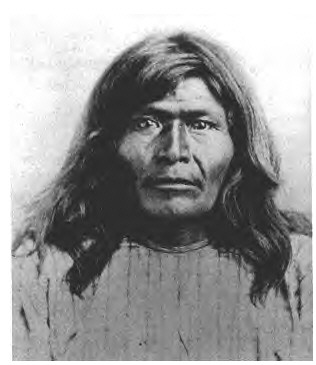
Victorio, Jefe apache

## Muerte

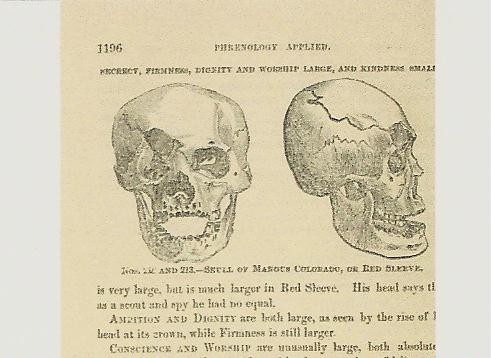
Estudio frenológico del cráneo de Mangas Coloradas. Por Orson Squire Fowler

El 14 de julio de 1862, Mangas Coloradas participó en la primera auténtica batalla entre apaches y militares estadounidenses: la batalla de Apache Pass. En el marco de la guerra de Secesión, el ejército de la Unión había enviado desde Tucson una expedición de avituallamiento hacia Nuevo México para abastecer a las tropas que allí luchaban. El convoy fue interceptado por  un grupo de apaches liderados por Cochise y Mangas Coloradas, todos armados con rifles. El tiroteo fue intenso y los militares estadounidenses tuvieron que montar los cañones que transportaban para repeler el ataque.En un incidente tras la batalla, Mangas Coloradas resultó herido gravemente y sus hombres lo llevaron hasta la población mexicana de Janos, distante unos doscientos kilómetros, donde lo asistió un médico en quien los apaches confiaban.
A principios de enero de 1863, el coronel y ascendido a general de brigada, instala su cuartel en Fort McLane (Grant County, Nuevo México) Joseph Rodman West, y ordena al capitán del 1° de caballería de los voluntarios de California, Edmond Shirland la captura de Mangas Coloradas, ya cerca de 70 años de edad. Shirland contrató y envió el 16 de enero de 1863 al explorador Jack Swilling con el fin de engañar a Mangas Coloradas y convencerle de que los blancos deseaban firmar la paz. A pesar de que su amigo Victorio y otros de ellos se oponías, el jefe apache, acudió al encuentro de Shirland, quien lo acusó de asesino y tramposo, y tras breve discurso en inglés, del cual Mangas Colordas no entiende nada, lo capturó y llevó al campamento del general West, desde donde lo llevaron a Fort MacLean tras rechazar a la escolta de Mangas Coloradas. Esa misma noche, West dispuso su encarcelamiento y sugirió a los centinelas que prefería no verlo vivo al día siguiente. A la 1 a. m. del 19 de enero, el sargento Henry C. Foljaine y los soldados James Colyer y John V. Meal torturaron a Mangas Coloradas con sus bayonetas calentadas al fuego, lo apedrearon y le dispararon matándolo. En el informe de los hechos redactado por West se notificó que los centinelas le habían disparado mientras el prisionero intentaba huir.

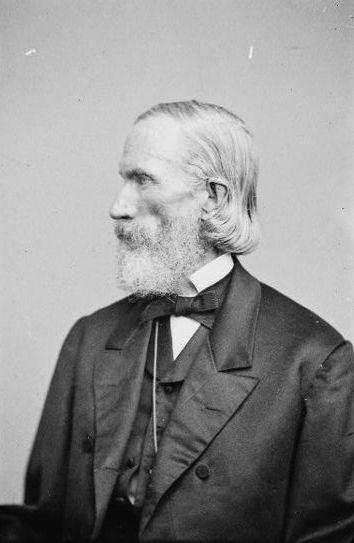
Orson Squire Fowler

A la mañana siguiente el soldado John T. Wright con un cuchillo de cocina, arrancó la cabellera y con posterioridad, el cadáver de Mangas Coloradas fue decapitado, su cuerpo enterrado y su cabeza, tras ser hervida, fue enviada a Orson Squire Fowler, un prestigioso frenólogo de Nueva York, quien incluyó sus impresiones sobre el estudio del cráneo del apache y un par de ilustraciones en su obra Human Science or Phrenology (1873), entre las que determinó que la cabeza era más grande que la de Daniel Webster considerado gran pensador y literato del siglo XIX. (Según el razonamiento de la época, el tamaño de la cabeza tenía que ver con la inteligencia del individuo).
En mayo de 1885, su hijo Mangas y su nieto Naiche (hijo de Cochise) huyeron de la reserva de San Carlos (Arizona) con un grupo numeroso de chiricahuas liderados por Gerónimo, Nana y Chihuahua, además de ellos dos. Este incidente dio inicio al último episodio de las guerras apaches. Al día siguiente los soldados atacan el campamento de Mangas Coloradas, matando a 11 o 12 apaches, cortándoles la cabellera, para luego atacar otras dos rancherías cercanas matando a uno de sus hijos y capturando a otro. 

## Esposas e hijos
Mangas Coloradas tuvo 15 hijos con 4 esposas, tres de ellas apaches dos de ellas fallecidas en la masacre del 22 de abril de 1837 por James Johnson. Luego raptó a una doncella mexicana llamada Carmelita para desposarla y nombrar como Tu-es-seh, prevaleciendo sobre las mujeres apaches, ocasionando problemas y los ofendidos lo desafiaron siendo muertos en duelo. 
Con Carmelita tuvo tres hijas las cuales la primera, Dos-teh-seh la casó con Cochise, la segunda con apaches mezcaleros (Kutu-hla) y la tercera con uno de los apaches de White Mountain, (quizás Cosito o Esh-kel-dah-silah.) Otra de sus hijas, Nah-ke-de-sah se casó con Gonah-hleenah, un guerrero bedonkohe. La hija más joven de Mangas Coloradas era Ilth-to-da, nacida alrededor de 1855, quien en la década de 1880 se casó con un chokonen llamado Astoyeh.

John R. Bartlett, un funcionario civil estadounidense, Mangas Coloradas tenía nueve hijos cuando se reunió con él en 1851, por lo cual relató: 
“Tenía una gran familia de brillantes e inteligentes hijos, chicos y chicas, con quienes era muy cariñoso, y con quienes estaba muy unido. Por ellos y por el bienestar de su tribu no dudo que él estaría dispuesto a hacer cualquier sacrificio”.

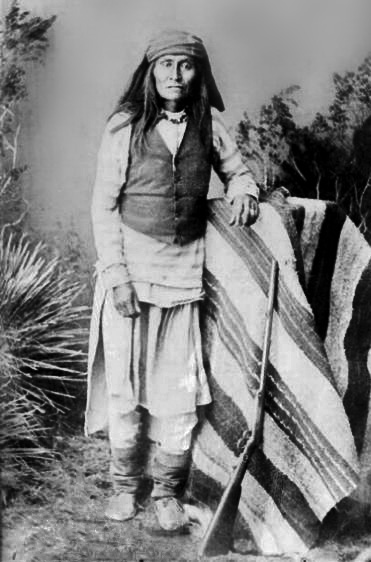
Mangas, hijo de Mangas Coloradas.

El hijo mayor Cascos se casó con una mujer bedonkohe, quien luego asumió el liderazgo de su banda en 1850. Había nacido en 1820 y murió en Sonora en 1858. Otro hijo llamado Sethmooda, tuvo dos esposas, y una de ellas fue la hija del jefe chihenne Loco, Bey-it-tsum. Fue asesinado inmediatamente después de su padre Mangas Coloradas en 1863. Luis fue otro de sus hijos líder de una banda bedonkohe a principios de 1860, siendo muerto por soldados voluntarios de California el 24 de febrero de 1864. Salvador nacido en 1830 fue líder de una pequeña banda chihenne, y atacó  a Pinos Altos con 125 apaches. En 1868, fue con Loco, a entablar negociaciones de paz, y los dotaran de una reserva para ellos en Cañada Alamosa. En noviembre de 1870 se fue con su cuñado Cochise, muriendo a finales de febrero de 1871 en manos de soldados estadounidenses en las Montañas Mogollón. Otros dos hijos de Mangas Coloradas fueron Cassori y Chastine o Thastine, de quienes se sabe poco. El más joven y el más y el más conocido de los hijos fue Mangas, quien nació en 1846 o 1855, quien se casó con una hija de Victorio, Dilth-cleyhen. Huyó con Gerónimo y Naiche en 1885, falleciendo el 23 de abril de 1901 en Fort Sill Oklahoma.